# Fabio de Lagonissa
Fabio de Lagonissa (Napoli, 1584 o 1585 – Napoli, febbraio 1659) è stato un patriarca cattolico italiano.

## Biografia
Figlio secondogenito di Giovanni Battista della Leonessa, barone di San Martino Valle Caudina, e di Feliciana Caracciolo, visse la giovinezza in Napoli ove conseguì la laurea in diritto civile e canonico. Appartenente alla famiglia nobile dei De Lagonissa, poi detta anche Della Leonessa, sotto il pontificato di Paolo V ricoprì vari incarichi presso la curia: referendario della Segnatura apostolica nel 1618, inquisitore a Malta e consultore del Sant'Uffizio. Nel 1622, fu consacrato arcivescovo di Conza. Salito al soglio pontificio Urbano VIII, nel 1626 fu nominato vice datario e come tale andò in missione diplomatica in Spagna al seguito del cardinale nipote e segretario di Stato, Francesco Barberini di cui godeva l'amicizia. Nel 1627 fu inviato quale nunzio apostolico a Bruxelles. In questo periodo svolse un'intensa attività a difesa delle prerogative della chiesa, ma il suo carattere irascibile e irruente portò ad un forte attrito con il governo delle Fiandre, tanto che fu chiesto a Filippo IV di proporre al papa la sua rimozione. Successivamente il Lagonissa usò maggior prudenza e i rapporti con le autorità si normalizzarono. Egli ricoprì l'incarico sino al gennaio 1634, quando, dopo la morte di Isabella di Spagna fu chiusa la nunziatura. Il 20 novembre 1634 fu nominato patriarca titolare di Antiochia. Nonostante le richieste rivolte al cardinal Barberini, non gli furono più affidati incarichi diplomatici, molto verosimilmente per il suo difficile carattere e un certo gusto per il lusso e l'eccesso.
Tornato in patria, acquistò il feudo di Ceppaloni e poi quello di Terranova Fossaceca che furono però intestati al fratello Francesco. Nel 1634 fece restaurare il castello di Ceppaloni dove abitò stabilmente. Nel 1645 si dimise da arcivescovo di Conza. Ebbe rapporti conflittuali con gli abitanti di Ceppaloni che nel 1647, durante la rivolta di Masaniello, fecero ricorso al viceré contro i suoi soprusi. Nel 1651 donò i feudi di Ceppaloni e Terranova Fossaceca al nipote Vincenzo Guglielmo, figlio terzogenito del fratello Francesco. Si ritirò a vita privata in Roma. Morì a Napoli nel febbraio 1659 lasciando una consistente eredità; fu sepolto nella chiesa di S. Agostino in Ercolano. Successivamente il nipote, principe di Sepino, fece trasferire la salma nel monumento funebre che egli stesso aveva fatto erigere nel 1652 nella cappella di famiglia, detta della Schiodazione, sita nella chiesa dell'abbazia di Montevergine.

## Genealogia episcopale
La genealogia episcopale è:
- Cardinale Juan Pardo de Tavera
- Cardinale Antoine Perrenot de Granvelle
- Cardinale Francisco Pacheco de Villena
- Papa Leone XI
- Cardinale Ottavio Bandini
- Patriarca Fabio de Lagonissa